# Џош Окоги
Џошуа Окоги (енгл. Joshua Aloiye Okogie; Лагос, 1. септембар 1998) нигеријско-амерички је кошаркаш. Игра на позицији бека, а тренутно наступа за Хјустон рокетсе. 

## Каријера

### Колеџ
Окоги је од 2016. до 2018. године играо за Џорџија тек јелоу џекетсе, кошаркашки тим Технолошког универзитета Џорџије. У дресу Јелоу џекетса уписао је 61 наступ, а просечно је по утакмици постизао 16,9 поена, хватао 5,8 скокова, прослеђивао 2 асистенције и имао 1,5 украдених лопти. У сезони 2017/18. изабран је за члана треће поставе идеалног тима Атлантик коуст конференције.  

### Минесота тимбервулвси (2018—)
Минесота тимбервулвси су на НБА драфту 2018. године изабрали Окогија као 20. пика.